# Station Otmuchów Cukrownia
Station Otmuchów cukrownia is een spoorwegstation in de Poolse plaats Otmuchów.